# 당신은 우리입니다
당신은 우리입니다는 대한민국의 시인 고은이 지은 헌시로 가수 신형원이 작곡을 하여 김대중의 추모곡으로 2009년 8월 22일 공개하여 국장 당일인 8월 23일 신형원이 직접 불렀다.

## 참여스텝
- 작시:고은
- 작곡:신형원
- 노래:신형원